# السجن الفلاحي العذير
سِجْنُ العَذِيرِ سجن فلاحي يقع بإقليم الجديدة، بالمغرب، على الطريق الرئيسية رقم 1 بين مدينتي الجديدة وآزمور. انطلق عمله رسميا سنة 1923 م بطاقة استيعابية لا تزيد عن 75 سجينا.
في عام 2016 م، تقرر هدم سجن العذير ونقله إلى تراب جماعة أولاد رحمون التابعة لنفس الإقليم، وذلك بعد قرن من وجوده على تراب جماعة الحوزية منذ أن بدأت أشغال بنائه في فاتح شهر أكتوبر من عام 1916.